# Sikorsky S-43
Sikorsky S-43 (иногда называемая Baby Clipper) — американская двухмоторная летающая лодка-моноплан 1930-х годов авиастроительной компании Sikorsky Aircraft. 14 апреля 1936 года она установила рекорд высоты для самолёта-амфибии.

## Описание
S-43, представлявший собой уменьшенную версию Sikorsky S-42 Clipper, впервые поднялся в воздух в 1935 году. Он вмещал от 18 до 25 пассажиров, с отдельной передней кабиной для двух членов экипажа. S-43 был также известен как Baby Clipper.
14 апреля 1936 года S-43 с полезной нагрузкой 500 кг, пилотируемый Борисом Сергиевским, установил рекорд высоты для самолёта-амфибии, достигнув высоты 27 950 футов (8 520 м) над Стэмфордом, штат Коннектикут, с конструктором Игорем Сикорским на борту.
Было построено примерно 53 самолёта S-43, включая его вариант со сдвоенным оперением S-43B.

## Музейные экспонаты
S-43 N440 Говарда Хьюза был последним экземпляром, совершившим полёт. Сейчас он принадлежит Кермиту Уиксу и находится в реставрационном центре музея Fantasy of Flight Museum в Полк-Сити, штат Флорида, ожидая повторной сборки и реставрации.
Центр Стивена Удвара-Хази в Национальном музее авиации и космонавтики Смитсоновского института в Вирджинии выставил на всеобщее обозрение Sikorsky JRS-1. Этот самолёт нёс боевое дежурство в Перл-Харборе 7 декабря 1941 года.

## Технические характеристики
Источник данных: Jane's all the World's Aircraft 1938, American flying boats and amphibious aircraft : an illustrated history

Технические характеристики
- Экипаж: 2
- Пассажировместимость: 19
- Длина: 15,6 м
- Размах крыла: 26,21 м
- Высота: 5,38 м
- Площадь крыла: 72,52 м²
- Профиль крыла: NACA 2218[англ.], NACA 2212[англ.][9]
- Масса пустого: 5783 кг
- Максимальная взлётная масса: 8845 кг
- Силовая установка: 2 × 9-цилиндровых звездообразных поршневых двигателей воздушного охлаждения Pratt & Whitney R-1690-52 Hornet

Лётные характеристики
- Максимальная скорость: 286 км/ч
- Крейсерская скорость: 267 км/ч на 2100 м
- Практическая дальность: 1247 км на 2100 м
- Практический потолок: 5800 м
- Скороподъёмность: 5,1 м/с